# ابتر (نو أباد)
ابتر (بالفارسية: آبطر) هي قرية تقع في إيران في قسم نو أباد الريفي. يقدر عدد سكانها بـ 27 نسمة بحسب إحصاء 2016.